# Gunton
Gunton is een wijk in Lowestoft, een stad in het bestuurlijke gebied Waveney, in het Engelse graafschap Suffolk. In 2001 telde de wijk 6372 inwoners.